# Hemicicle
Hemicicle és una sala, graderia o altra construcció de forma semicircular (deriva d'hemi, mig, i cicle, cèrcol). L'hemicicle a l'època clàssica fou un lloc semicircular per l'acomodació de les persones per a conversar, bé en cases de caràcter privat o en places o llocs públics; també va rebre aquest nom la seu semicircular del tribunal a una basílica.